# Copa Libertadores de Futsal 2024
La Copa Libertadores de Futsal 2024, denominada oficialmente CONMEBOL Libertadores Futsal 2024, fue la 22a edición de este torneo organizado por la Confederación Sudamericana de Fútbol (CONMEBOL), que enfrentó a los mejores clubes de fútbol sala de Sudamérica. Participaron equipos de las diez federaciones de fútbol que forman parte de la CONMEBOL.
El torneo se desarrolló en Tortuguitas, Provincia de Buenos Aires, Argentina, del 19 al 26 de mayo del 2023.

## Equipos participantes
| País                            | Equipo                       | Vía de clasificación                                                                            |
| ------------------------------- | ---------------------------- | ----------------------------------------------------------------------------------------------- |
| Argentina 1 cupo + anfitrión    | San Lorenzo Barracas Central | Campeón del Torneo Local de Futsal 2024 Campeón de la Liga Nacional de Futsal 2024              |
| Bolivia 1 cupo                  | Fantasmas Morales Moralitos  | Campeón de la Liga Nacional de Fútsal 2023                                                      |
| Brasil 1 cupo + campeón vigente | Cascavel Magnus Futsal       | Campeón de la Copa Libertadores de Futsal 2023 Campeón de la Supercopa de Brasil de Futsal 2024 |
| Chile 1 cupo                    | Santiago Wanderers           | Campeón de la Copa Chile de Futsal 2024                                                         |
| Colombia 1 cupo                 | Independiente Barranquilla   | Campeón de la Superliga Colombiana de Fútsal 2024                                               |
| Ecuador 1 cupo                  | Bocca                        | Campeón de la Liga Nacional de Futsal de Ecuador 2023                                           |
| Paraguay 1 cupo                 | Cerro Porteño                | Campeón de la Liga Premium de Futsal 2023                                                       |
| Perú 1 cupo                     | Panta Walon                  | Campeón de la Liga Futsal Pro 2023                                                              |
| Uruguay 1 cupo                  | Peñarol                      | Campeón del Campeonato Uruguayo de Fútbol Sala 2023                                             |
| Venezuela 1 cupo                | Centauros                    | Campeón de la Liga FUTVE Futsal 1 2023                                                          |

## Sede
La sede de esta edición será la ciudad argentina de Tortuguitas, en el noroeste del Gran Buenos Aires, y todos los partidos se jugarán en el Arena Tortuguitas.

## Sorteo
El sorteo de la fase de grupos se realizó el 2 de mayo de 2024, a las 12:00 (UTC–4), en la sede de la CONMEBOL, ubicada en la ciudad de Luque, Paraguay. No se podían emparejar equipos de un mismo país.
| Bombo 1                                                        | Bombo 2                           | Bombo 3                                                 | Bombo 4                                                              |
| -------------------------------------------------------------- | --------------------------------- | ------------------------------------------------------- | -------------------------------------------------------------------- |
| - Cascavel (A1, Campeón vigente) - San Lorenzo - Magnus Futsal | - Centauros - Bocca - Panta Walon | - Peñarol - Cerro Porteño - Fantasmas Morales Moralitos | - Independiente Barranquilla - Santiago Wanderers - Barracas Central |

## Fase preliminar
La fase preliminar (o fase de grupos) se jugará a una sola rueda de partidos divididos en 3 grupos de 4 equipos cada uno. Clasificarán a los cuartos de final, los equipos que ocupan las dos primeras posiciones en cada grupo, más los dos mejores terceros colocados.
     Clasificado a la fase final.
     Posible clasificado a la fase final como uno de los dos mejores terceros.
- Todos los horarios son en UTC-03:00, hora oficial de Argentina.

### Grupo A
| Pos. | Equipos          | PJ | PG | PE | PP | GF | GC | Dif. | Pts. |
| ---- | ---------------- | -- | -- | -- | -- | -- | -- | ---- | ---- |
| 1.   | Barracas Central | 3  | 2  | 1  | 0  | 10 | 5  | +5   | 7    |
| 2.   | Cascavel Futsal  | 3  | 2  | 1  | 0  | 8  | 3  | +5   | 7    |
| 3.   | Centauros        | 3  | 1  | 0  | 2  | 4  | 7  | -3   | 3    |
| 4.   | Cerro Porteño    | 3  | 0  | 0  | 3  | 7  | 14 | -7   | 0    |

| 19 de mayo de 2024 | Centauros | 3–2 | Cerro Porteño | Arena Tortuguitas, Tortuguitas  |                                 |
| 10:00              |           |     |               | Árbitro(s): Christian Espíndola | Árbitro(s): Christian Espíndola |

| 19 de mayo de 2024 | Cascavel | 1–1 | Barracas Central | Arena Tortuguitas, Tortuguitas |                              |
| 18:00              |          |     |                  | Árbitro(s): Daniel Rodríguez   | Árbitro(s): Daniel Rodríguez |

| 20 de mayo de 2024 | Cerro Porteño | 2–5 | Cascavel | Arena Tortuguitas, Tortuguitas |                             |
| 14:00              |               |     |          | Árbitro(s): Daniel Manrique    | Árbitro(s): Daniel Manrique |

| 20 de mayo de 2024 | Centauros | 1–3 | Barracas Central | Arena Tortuguitas, Tortuguitas |                         |
| 20:00              |           |     |                  | Árbitro(s): Yuri García        | Árbitro(s): Yuri García |

| 21 de mayo de 2024 | Cascavel | 2–0 | Centauros | Arena Tortuguitas, Tortuguitas |                              |
| 16:00              |          |     |           | Árbitro(s): Henrry Gutiérrez   | Árbitro(s): Henrry Gutiérrez |

| 21 de mayo de 2024 | Barracas Central | 6–3 | Cerro Porteño | Arena Tortuguitas, Tortuguitas |                              |
| 18:00              |                  |     |               | Árbitro(s): Daniel Rodríguez   | Árbitro(s): Daniel Rodríguez |

### Grupo B
| Pos. | Equipos                     | PJ | PG | PE | PP | GF | GC | Dif. | Pts. |
| ---- | --------------------------- | -- | -- | -- | -- | -- | -- | ---- | ---- |
| 1.   | Panta Walon                 | 3  | 3  | 0  | 0  | 7  | 2  | 5    | 9    |
| 2.   | San Lorenzo                 | 3  | 2  | 0  | 1  | 5  | 3  | 2    | 6    |
| 3.   | Independiente Barranquilla  | 3  | 1  | 0  | 2  | 11 | 8  | 3    | 3    |
| 4.   | Fantasmas Morales Moralitos | 3  | 0  | 0  | 3  | 2  | 12 | -10  | 0    |

| 19 de mayo de 2024 | Panta Walon | 2–1 | Fantasmas Morales Moralitos | Arena Tortuguitas, Tortuguitas |                           |
| 16:00              |             |     |                             | Árbitro(s): Bill Villalba      | Árbitro(s): Bill Villalba |

| 19 de mayo de 2024 | San Lorenzo | 3–2 | Independiente Barranquilla | Arena Tortuguitas, Tortuguitas |                            |
| 20:00              |             |     |                            | Árbitro(s): Alfredo Wagner     | Árbitro(s): Alfredo Wagner |

| 20 de mayo de 2024 | Panta Walon | 4–1 | Independiente Barranquilla | Arena Tortuguitas, Tortuguitas |                           |
| 16:00              |             |     |                            | Árbitro(s): Ricardo Messa      | Árbitro(s): Ricardo Messa |

| 20 de mayo de 2024 | Fantasmas Morales Moralitos | 0–2 | San Lorenzo | Arena Tortuguitas, Tortuguitas |                              |
| 18:00              |                             |     |             | Árbitro(s): Feliciano Fariña   | Árbitro(s): Feliciano Fariña |

| 21 de mayo de 2024 | Independiente Barranquilla | 8–1 | Fantasmas Morales Moralitos | Arena Tortuguitas, Tortuguitas |                             |
| 14:00              |                            |     |                             | Árbitro(s): Jonathan Herbas    | Árbitro(s): Jonathan Herbas |

| 21 de mayo de 2024 | San Lorenzo | 0–1 | Panta Walon | Arena Tortuguitas, Tortuguitas |                            |
| 20:00              |             |     |             | Árbitro(s): Anelize Schulz     | Árbitro(s): Anelize Schulz |

### Grupo C
| Pos. | Equipos            | PJ | PG | PE | PP | GF | GC | Dif. | Pts. |
| ---- | ------------------ | -- | -- | -- | -- | -- | -- | ---- | ---- |
| 1.   | Magnus Futsal      | 3  | 3  | 0  | 0  | 14 | 3  | 11   | 9    |
| 2.   | Peñarol            | 3  | 1  | 1  | 1  | 10 | 6  | 4    | 4    |
| 3.   | Santiago Wanderers | 3  | 1  | 0  | 2  | 4  | 13 | -9   | 3    |
| 4.   | Bocca              | 3  | 0  | 1  | 2  | 5  | 11 | -6   | 1    |

| 19 de mayo de 2024 | Magnus Futsal | 4–1 | Santiago Wanderers | Arena Tortuguitas, Tortuguitas |                            |
| 12:00              |               |     |                    | Árbitro(s): Lautaro Romero     | Árbitro(s): Lautaro Romero |

| 19 de mayo de 2024 | Bocca | 2–2 | Peñarol | Arena Tortuguitas, Tortuguitas |                                |
| 14:00              |       |     |         | Árbitro(s): Andrés Pena García | Árbitro(s): Andrés Pena García |

| 20 de mayo de 2024 | Peñarol | 1–4 | Magnus Futsal | Arena Tortuguitas, Tortuguitas |                         |
| 10:00              |         |     |               | Árbitro(s): Rolly Rojas        | Árbitro(s): Rolly Rojas |

| 20 de mayo de 2024 | Bocca | 2–3 | Santiago Wanderers | Arena Tortuguitas, Tortuguitas |                              |
| 12:00              |       |     |                    | Árbitro(s): Henrry Gutiérrez   | Árbitro(s): Henrry Gutiérrez |

| 21 de mayo de 2024 | Magnus Futsal | 6–1 | Bocca | Arena Tortuguitas, Tortuguitas |                             |
| 10:00              |               |     |       | Árbitro(s): Estefanía Pinto    | Árbitro(s): Estefanía Pinto |

| 21 de mayo de 2024 | Santiago Wanderers | 0–7 | Peñarol | Arena Tortuguitas, Tortuguitas |                         |
| 12:00              |                    |     |         | Árbitro(s): Yuri García        | Árbitro(s): Yuri García |

### Clasificación de terceros
| Pos. | Gr. | Equipos                    | PJ | PG | PE | PP | GF | GC | Dif. | Pts. | Clasificación                |
| ---- | --- | -------------------------- | -- | -- | -- | -- | -- | -- | ---- | ---- | ---------------------------- |
| 1.   | B   | Independiente Barranquilla | 3  | 1  | 0  | 2  | 11 | 8  | 3    | 3    | Clasificado a la fase final. |
| 2.   | A   | Centauros                  | 3  | 1  | 0  | 2  | 4  | 7  | -3   | 3    | Clasificado a la fase final. |
| 3.   | C   | Santiago Wanderers         | 3  | 1  | 0  | 2  | 4  | 13 | -9   | 3    | Jugará por el 9° lugar       |

### Clasificación de cuartos
| Pos. | Gr. | Equipos                     | PJ | PG | PE | PP | GF | GC | Dif. | Pts. | Clasificación            |
| ---- | --- | --------------------------- | -- | -- | -- | -- | -- | -- | ---- | ---- | ------------------------ |
| 1.   | C   | Bocca                       | 3  | 0  | 1  | 2  | 5  | 11 | -6   | 1    | Jugará por el 9° lugar.  |
| 2.   | A   | Cerro Porteño               | 3  | 0  | 0  | 3  | 7  | 14 | -7   | 0    | Jugará por el 11° lugar. |
| 3.   | B   | Fantasmas Morales Moralitos | 3  | 0  | 0  | 3  | 2  | 12 | -10  | 0    | Jugará por el 11° lugar. |

## Fase final

### Cuadro principal
|  | Cuartos de final    | Cuartos de final    | Cuartos de final |               |                     | Semifinales         | Semifinales | Semifinales |         |                  | Final               | Final               | Final      |  |
|  | 23 de mayo          | 23 de mayo          | 23 de mayo       |               |                     | 25 de mayo          | 25 de mayo  | 25 de mayo  |         |                  | 26 de mayo          | 26 de mayo          | 26 de mayo |  |
|  |                     |                     |                  |               |                     |                     |             |             |         |                  |                     |                     |            |  |
|  |                     |                     |                  |               |                     |                     |             |             |         |                  |                     |                     |            |  |
|  | Barracas Central    | Barracas Central    | 2                |               |                     |                     |             |             |         |                  |                     |                     |            |  |
|  | Barracas Central    | Barracas Central    | 2                |               |                     |                     |             |             |         |                  |                     |                     |            |  |
|  | Centauros           | Centauros           | 1                |               |                     |                     |             |             |         |                  |                     |                     |            |  |
|  | Centauros           | Centauros           | 1                |               | Barracas Central    | Barracas Central    | 5           |             |         |                  |                     |                     |            |  |
|  |                     |                     |                  |               | Barracas Central    | Barracas Central    | 5           |             |         |                  |                     |                     |            |  |
|  |                     |                     | Peñarol          | Peñarol       | 2                   |                     |             |             |         |                  |                     |                     |            |  |
|  | San Lorenzo         | San Lorenzo         | Peñarol          | Peñarol       | 2                   | 0                   |             |             |         |                  |                     |                     |            |  |
|  | San Lorenzo         | San Lorenzo         |                  |               |                     |                     |             |             |         |                  |                     |                     |            |  |
|  | Peñarol             | Peñarol             | 3                |               |                     |                     |             |             |         |                  |                     |                     |            |  |
|  | Peñarol             | Peñarol             | 3                |               |                     |                     |             |             |         | Barracas Central | Barracas Central    | 2                   |            |  |
|  |                     |                     |                  |               |                     |                     |             |             |         | Barracas Central | Barracas Central    | 2                   |            |  |
|  |                     |                     | Magnus Futsal    | Magnus Futsal | 4                   |                     |             |             |         |                  |                     |                     |            |  |
|  | Panta Walon         | Panta Walon         | Magnus Futsal    | Magnus Futsal | 4                   | 2                   |             |             |         |                  |                     |                     |            |  |
|  | Panta Walon         | Panta Walon         |                  |               |                     |                     |             |             |         |                  |                     |                     |            |  |
|  | Indep. Barranquilla | Indep. Barranquilla | 3                |               |                     |                     |             |             |         |                  |                     |                     |            |  |
|  | Indep. Barranquilla | Indep. Barranquilla | 3                |               | Indep. Barranquilla | Indep. Barranquilla | 0           |             |         | Tercer Lugar     | Tercer Lugar        | Tercer Lugar        |            |  |
|  |                     |                     |                  |               | Indep. Barranquilla | Indep. Barranquilla | 0           |             |         | Tercer Lugar     | Tercer Lugar        | Tercer Lugar        |            |  |
|  |                     |                     | Magnus Futsal    | Magnus Futsal | 5                   |                     |             |             |         |                  |                     |                     |            |  |
|  | Magnus Futsal       | Magnus Futsal       | Magnus Futsal    | Magnus Futsal | 5                   | 3                   |             |             | Peñarol | Peñarol          | 3                   |                     |            |  |
|  | Magnus Futsal       | Magnus Futsal       |                  |               |                     |                     |             |             | Peñarol | Peñarol          | 3                   |                     |            |  |
|  | Cascavel            | Cascavel            | 2                |               |                     |                     |             |             |         |                  | Indep. Barranquilla | Indep. Barranquilla | 1          |  |
|  | Cascavel            | Cascavel            | 2                |               |                     |                     |             |             |         |                  | Indep. Barranquilla | Indep. Barranquilla | 1          |  |
|  |                     |                     |                  |               |                     |                     |             |             |         |                  |                     |                     |            |  |

### Cuartos de final
| 23 de mayo de 2024 | Panta Walon | 2–3 | Independiente Barranquilla | Arena Tortuguitas, Tortuguitas |  |
| 12:00              |             |     |                            |                                |  |

| 23 de mayo de 2024 | Magnus Futsal | 3–2 | Cascavel | Arena Tortuguitas, Tortuguitas |  |
| 14:30              |               |     |          |                                |  |

| 23 de mayo de 2024 | San Lorenzo | 0–3 | Peñarol | Arena Tortuguitas, Tortuguitas |  |
| 17:00              |             |     |         |                                |  |

| 23 de mayo de 2024 | Barracas Central | 2–1 | Centauros | Arena Tortuguitas, Tortuguitas |  |
| 19:30              |                  |     |           |                                |  |

### Semifinales

#### Semifinales del 5.º al 8.º puesto
| 24 de mayo de 2024 | Panta Walon | 0–2 | Cascavel | Arena Tortuguitas, Tortuguitas |  |
| 16:00              |             |     |          |                                |  |

| 24 de mayo de 2024 | Centauros | 4–2 | San Lorenzo | Arena Tortuguitas, Tortuguitas |  |
| 18:00              |           |     |             |                                |  |

#### Semifinales del1.eral 4.º puesto
| 25 de mayo de 2024 | Independiente Barranquilla | 0–5 | Magnus Futsal | Arena Tortuguitas, Tortuguitas |  |
| 17:00              |                            |     |               |                                |  |

| 25 de mayo de 2024 | Barracas Central | 5–2 | Peñarol | Arena Tortuguitas, Tortuguitas |  |
| 19:30              |                  |     |         |                                |  |

### Partido por el 11° puesto
| 24 de mayo de 2024 | Cerro Porteño | 8–2 | Fantasmas Morales Moralitos | Arena Tortuguitas, Tortuguitas |  |
| 12:00              |               |     |                             |                                |  |

### Partido por el 9° puesto
| 24 de mayo de 2024 | Santiago Wanderers | 4–1 | Bocca | Arena Tortuguitas, Tortuguitas |  |
| 14:00              |                    |     |       |                                |  |

### Partido por el 7° puesto
| 25 de mayo de 2024 | San Lorenzo | 1–5 | Panta Walon | Arena Tortuguitas, Tortuguitas |  |
| 12:00              |             |     |             |                                |  |

### Partido por el 5° puesto
| 25 de mayo de 2024 | Centauros | 1–2 | Cascavel | Arena Tortuguitas, Tortuguitas |  |
| 14:30              |           |     |          |                                |  |

### Partido por el 3° puesto
| 26 de mayo de 2024 | Peñarol | 3–1 | Independiente Barranquilla | Arena Tortuguitas, Tortuguitas |  |
| 15:00              |         |     |                            |                                |  |

### Final
| 26 de mayo de 2024 | Barracas Central | 2–4     | Magnus Futsal | Arena Tortuguitas, Tortuguitas |  |
| 18:00              |                  | Reporte |               |                                |  |

|                                  |
| Bandera de Brasil                |
| Campeón Magnus Futsal 2.º título |

## Ranking final
| Posición          | Equipo                      |
| ----------------- | --------------------------- |
| Medalla de oro    | Magnus Futsal               |
| Medalla de plata  | Barracas Central            |
| Medalla de bronce | Peñarol                     |
| 4                 | Independiente Barranquilla  |
| 5                 | Cascavel                    |
| 6                 | Centauros                   |
| 7                 | Panta Walon                 |
| 8                 | San Lorenzo                 |
| 9                 | Santiago Wanderers          |
| 10                | Bocca                       |
| 11                | Cerro Porteño               |
| 12                | Fantasmas Morales Moralitos |

## Goleadores
Actualizado al 21 de mayo.
| Rank | Player           | Team               | Goals |
| ---- | ---------------- | ------------------ | ----- |
| 1    | Pedro Pascottini | Cerro Porteño      | 5     |
| 2    | Charles Ferreira | Magnus Futsal      | 4     |
| 3    | Angel Claudino   | Barracas Central   | 3     |
| 3    | Fabián Vásquez   | Santiago Wanderers | 3     |
| 3    | Alfredo Vidal    | Panta Walon        | 3     |